# Turtmann-Unterems
Turtmann-Unterems (franska: Tourtemagne-Emèse le Bas, walsertyska: Turtma-Unneräms/Tùrpma-Unneräms) är en kommun i distriktet Leuk i kantonen Valais, Schweiz. Kommunen bildades den 1 januari 2013 genom sammanslagningen av kommunerna Turtmann och Unterems. Turtmann-Unterems har 1 191 invånare (2023).